# Trjochdworka
Trjochdworka (russisch Трёхдворка, deutsch Paradeningken, 1938–1945 Paradefeld, litauisch Parodininkai) ist ein Ort in der russischen Oblast Kaliningrad. Er gehört zur kommunalen Selbstverwaltungseinheit Stadtkreis Tschernjachowsk im Rajon Tschernjachowsk.

## Geographische Lage
Trjochdworka liegt 17 Kilometer westlich der Stadt Tschernjachowsk südlich der Föderalstraße A229 (heute auch Europastraße 28), von der der Ort über einen Abzweig zwischen Meschduretschje (Norkitten) und Podgornoje, (Wiepeningken/Staatshausen) zu erreichen ist. Nördlich des Ortes verläuft die Bahnstrecke Kaliningrad–Tschernyschewskoje, deren nächste Bahnstation Meschduretschje (Schelesnodoroschnaja stanzija) ist.

## Ortsname
Im Altlitauischen hat „Paradeningkai“ die Bedeutung eines Leiters, Wegweisers. „Prodiningkai“ war ein „Führerdorf“. Der Name lässt darauf schließen, dass es hier früher entsprechende Führer zur Orientierung in unbekanntem Gelände gab. Der russische Name bedeutet so viel wie drei Gehöfte.

## Geschichte
Das Gründungsdatum des Ortes lag im Jahre 1376. Im Jahre 1721 kaufte Fürst Leopold von Anhalt-Dessau (der „alte Dessauer“) das Gut Paradeningken zusammen mit dem Hauptgut in Norkitten (heute russisch: Meschduretschje). 1732 wurde die Größe des Gutes mit 12,5 Hufen angegeben. In der Schlacht bei Groß-Jägersdorf am 30. August 1757 brannte das Gut vollständig ab und wurde wieder aufgebaut. 
Im Jahre 1871 zählte der Ort 145 Einwohner. Das Gutsdorf kam nach 1874 zum Amtsbezirk Norkitten (Meschduretschje) im Kreis Insterburg im Regierungsbezirk Gumbinnen der preußischen Provinz Ostpreußen.
Das Gut wurde ab 1875 verpachtet. Im Jahre 1910 lebten in Paradeningken 140 Einwohner.
Am 30. September 1928 verlor der Gutsbezirk Paradeningken seine Eigenständigkeit und wurde in die Landgemeinde Wiepeningken, die sich ab dem Zeitpunkt „Staatshausen“ nannte, eingegliedert. Darin wurde Paradeningken am 3. Juni 1938 aus politisch-ideologischen Gründen in „Paradefeld“ umbenannt.
Im Jahr 1945 kam der Ort in Folge des Zweiten Weltkriegs mit dem nördlichen Ostpreußen zur Sowjetunion. 1947 erhielt er den russischen Namen „Trjochdworka“ und wurde gleichzeitig dem Dorfsowjet Bereschkowski selski Sowet im Rajon Tschernjachowsk zugeordnet. Von 2008 bis 2015 gehörte Trjochdworka zur Landgemeinde Swobodnenskoje selskoje posselenije und seither zum Stadtkreis Tschernjachowsk.

## Kirche
Vor 1945 war die Bevölkerung Paradeningkens resp. Paradefelds fast ausnahmslos evangelischer Konfession und in das Kirchspiel der Kirche Norkitten eingepfarrt. Sie gehörte zum Kirchenkreis Insterburg in der Kirchenprovinz Ostpreußen der Kirche der Altpreußischen Union. Heute liegt Trjochdworka im Einzugsbereich der neu entstandenen evangelisch-lutherischen Gemeinde in Tschernjachowsk mit Pfarrsitz der Kirchenregion Tschernjachowsk (Insterburg) innerhalb der Propstei Kaliningrad der Evangelisch-lutherischen Kirche Europäisches Russland.

## Persönlichkeiten
- Werner Maser (* 12. Juli 1922 in Paradeningken; † 5. April 2007 in Speyer), deutscher Historiker, Publizist und Hochschullehrer